# صيح (صنعاء)
صيح هي إحدى قرى الجمهورية اليمنية. تتبع جغرافيا لمحافظة صنعاء وإداريًا لمديرية بني مطر. يبلغ تعداد سكانها 1195 نسمة حسب الإحصاء الذي أجري عام 2004.